# رايموند جاكسون (كاتب أغاني)
رايموند جاكسون (بالإنجليزية: Raymond Jackson)‏ هو كاتب أغاني أمريكي، ولد في 11 سبتمبر 1941، وتوفي في 10 نوفمبر 1972.

## وصلات خارجية
- رايموند جاكسون على موقع ميوزك برينز (الإنجليزية)
- رايموند جاكسون على موقع ديسكوغز (الإنجليزية)